# Tarvastu
Tarvastu – wieś w Estonii, w prowincji Viljandi, w gminie Viljandi.
W latach 1991–2017 (do czasu reformy administracyjnej estońskich gmin) wieś znajdowała się w gminie wiejskiej Tarvastu.
Do północnej części wsi wpływa rzeka Tarvastu. Wioska położona jest wzdłuż drogi Viljandi–Pikassilla.